# Pommiers (Loara)

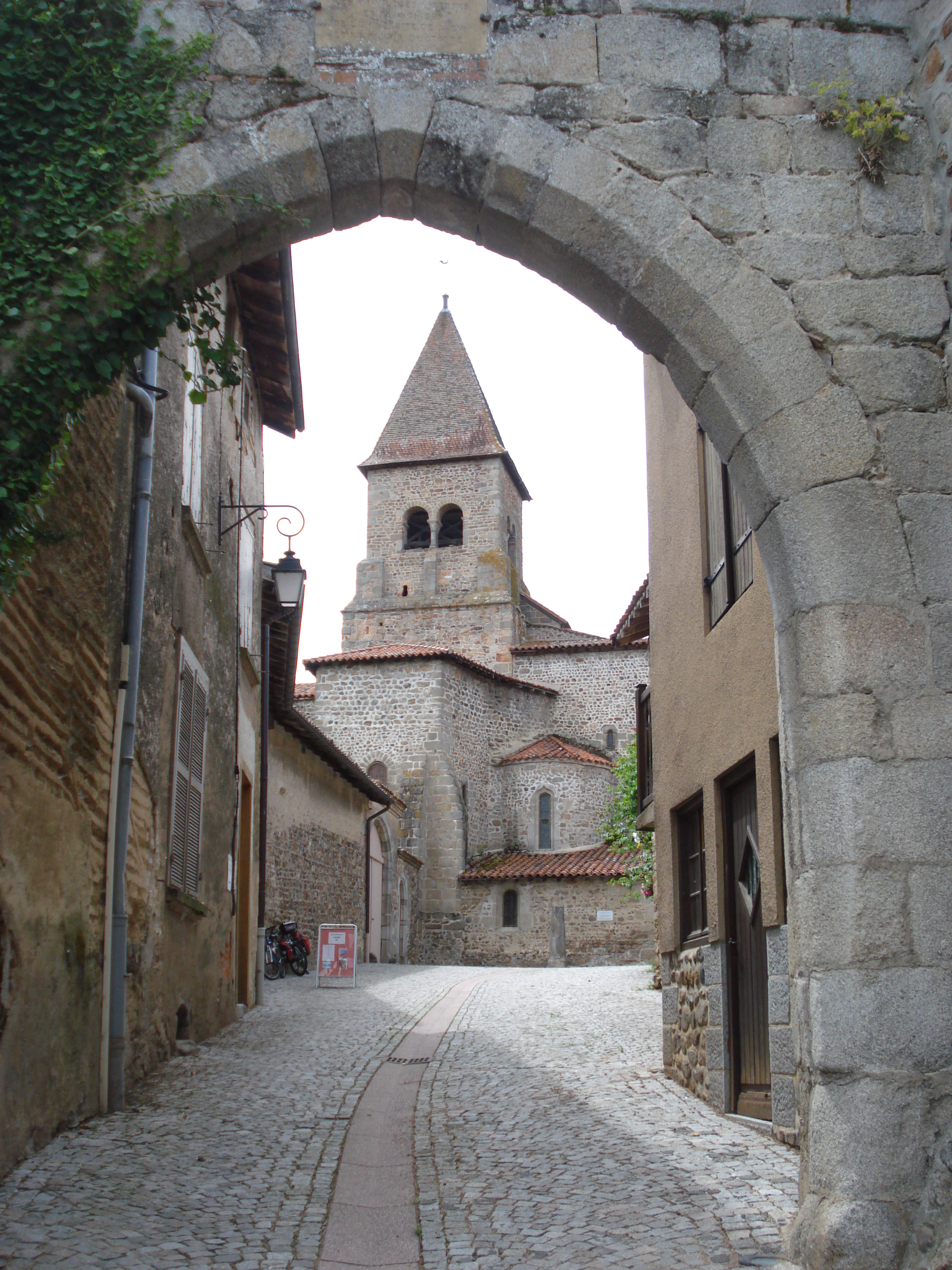
Starówka w Pommiers, 2009

Pommiers – miejscowość i gmina we Francji, w regionie Owernia-Rodan-Alpy, w departamencie Loara.
Według danych na rok 1990 gminę zamieszkiwało 296 osób, a gęstość zaludnienia wynosiła 12 osób/km² (wśród 2880 gmin regionu Rodan-Alpy Pommiers plasuje się na 1333. miejscu pod względem liczby ludności, natomiast pod względem powierzchni na miejscu 337.).